# John Fletcher Moulton
John Fletcher Moulton, dit Lord Moulton (né le 18 novembre 1844 à Madeley, dans le Shropshire – mort le 9 mars 1921) est un avocat et député Libéral anglais, qui a une activité scientifique en marge de sa carrière au service de la Couronne. Il contribue notamment, aux côtés de la France, à l'adoption du premier Système international d'unités électriques.

## Biographie

### Années de jeunesse

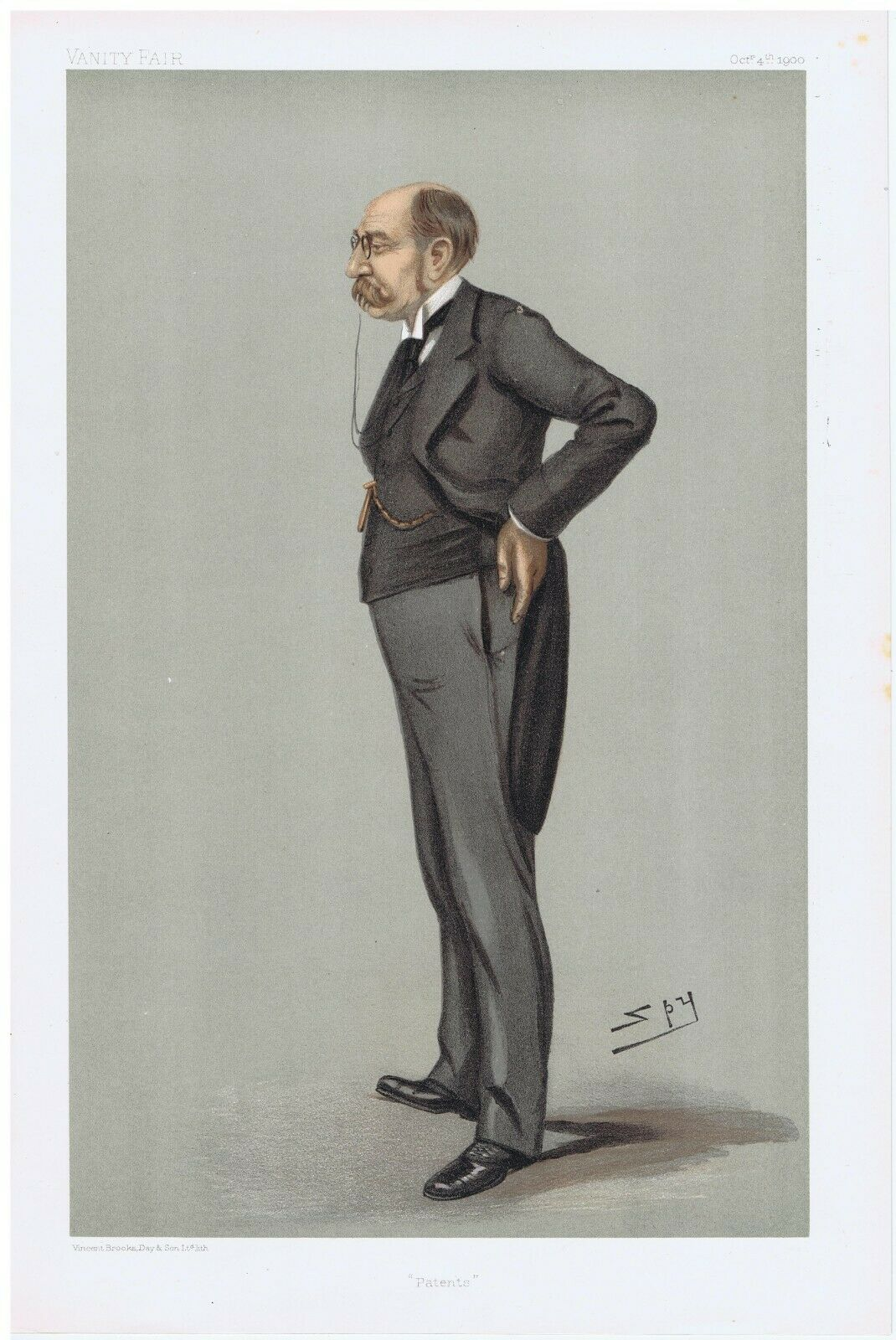
Portrait-charge dans le magazine Vanity Fair (octobre 1900). La légende porte sobrement: « Brevets. »

Moulton est l'un des six enfants d'un pasteur instruit de l'Église Méthodiste, James Egan Moulton. Ses parents l'envoient à l'âge de 11 ans au lycée de Kingswood School où il excelle. Il se classe dans les premiers aux concours d'admission à Oxford et à Cambridge, et obtient une bourse pour poursuivre ses études à St John's College (Cambridge). Il s'y classe Senior Wrangler en 1868 et est lauréat du Smith's Prize. Il est membre des Cambridge Apostles.

### L'homme politique
Après ces brillants débuts scientifique à Cambridge, couronnés par son élection au poste de professeur associé (fellow), Moulton devient un grand avocat londonien spécialisé dans la propriété industrielle. Il épouse la veuve d'un riche industriel (Robert William Thomson, l'inventeur du pneumatique), Clara Thomson (née Hertz) le 24 avril 1875 (elle meurt en 1888). Simultanément, il poursuit des expériences en électricité et est élu membre de la Royal Society. Grand promoteur de la recherche médicale, on lui confie la première chaire du Conseil de la recherche médicale. Les autorités françaises lui décernent la Légion d'honneur pour son implication dans la définition d'unités internationales en électricité.
Militant du parti Libéral, Moulton est successivement député de Clapham (1885–86), de South Hackney (1894–95) et de Launceston (1898–1906). À ce titre, il soutient la politique irlandaise de Gladstone consistant à promouvoir le Home Rule. En 1906, Moulton est nommé Lord juge près la Cour d'appel d'Angleterre et du pays de Galles et Conseiller de la Couronne. En 1912, il est reçu à la Chambre des Lords et fait pair à vie avec le titre, crée pour lui le 1er octobre, de baron Moulton de Bank, dans le Comté de Southampton.
Moulton a aussi correspondu avec Charles Darwin.

### Homme-clef de l'industrie de guerre britannique
Pourtant sa carrière connaît un nouveau tournant avec le déclenchement de la Première guerre mondiale : dès 1914, il reçoit la présidence de la commission consultative de fourniture en explosifs : c'est là une mission  délicate, car l'industrie chimique du Royaume-Uni, tournée vers l'exploitation des ressources minières de son immense empire colonial, enregistre plusieurs lacunes dans le domaine de la chimie organique. Il ne faut pas longtemps pour que Moulton soit nommé Président-directeur général du Département des Explosifs, d'abord subordonné au Bureau de la Guerre puis au Ministère des Munitions. Là, il sait s'entourer d'une équipe pluridisciplinaire de gestionnaires et de savants qui réussissent l'exploit de multiplier la production d'explosifs par plus de 20, au point que le pays stocke davantage de mélange explosif qu'il ne peut fabriquer d'obus en bronze : les surplus sont convertis en engrais, puis en 1917 l'industrie de guerre reçoit l'ordre de produire des gaz de combat. Moulton applique docilement cette injonction en dépit de ses convictions personnelles sur l'application des conventions de La Haye.
Tout au long de ces quatre années de guerre, Lord Moulton s'affaire dix heures par jour et ne prend au total que dix jours de repos. Chaque week-end, il part en tournée d'inspection dans les usines de munition du pays, tout en prospectant les possibilités d'implanter de nouvelles usines. En reconnaissance de ces services, il est élevé au rang de chevalier Commandeur de l'ordre du Bain en 1915, puis Grand Croix de l'Ordre de l'Empire britannique en 1917. Les puissances alliées ne sont pas en reste : la France lui décerne l'Ordre de l'Étoile noire pour la défense des colonies d'Afrique Occidentale ; la Belgique, l'Ordre de Léopold. Enfin, Lord Moulton est le dernier récipiendaire de l'Ordre de l'Aigle blanc avant la chute de la monarchie en Russie.

### Dernières années
Après la guerre, en dépit des demandes qui lui sont faites de poursuivre l'expansion de l'industrie chimique britannique, il préfère se consacrer à sa passion : le droit. Au mois de juillet 1924, le journal The Atlantic publie le texte d'une allocation qu'il a donnée, quelques années avant sa mort, à l'Authors' Club de Londres : Law and Manners, où il examine le dilemme du consentement face à des injonctions inapplicables.